# Cour fédérale (Canada)
La Cour fédérale du Canada est un tribunal canadien compétent pour connaître de certains litiges portant sur des domaines de compétence fédérale canadienne et certaines poursuites contre le gouvernement du Canada. Il s'agit d'un tribunal bilingue et bijuridique.
La Cour fédérale est créée en 1971 et succède à la Cour de l'Échiquier. Avant 2003, la Cour fédérale comportait aussi une section d'appel qui a été confiée à ce moment à la Cour d'appel fédérale. 
Ainsi, tout au long de son histoire, la Cour a siégé dans diverses installations comme l'édifice de la Cour suprême du Canada ainsi que l’édifice Thomas D’Arcy McGee situé à Ottawa en Ontario. 

## Histoire de la Cour

### De la période de la pré-confédération à la confédération Canadienne
Avant la Confédération, chaque colonie disposait d'un système de tribunaux distinct. Lors des négociations ayant mené à la Loi constitutionnelle de 1867, il avait été envisagé de créer un tribunal national pour traiter des questions relevant du droit fédéral . La Loi constitutionnelle de 1867 a ainsi prévu à son article 101 que : 

« Le Parlement du Canada peut, nonobstant toute disposition de la présente loi, prévoir de temps à autre la constitution, le maintien et l'organisation d'une cour d'appel générale du Canada, ainsi que la création de tout tribunal supplémentaire aux fins de la meilleure administration des lois de Canada »

Ainsi, malgré les termes de la constitution, un quelconque tribunal national n'aura pas été créé avant 1875 bien que le Premier ministre de l’époque John A. Macdonald ait tenté à de multiples reprises entre 1869 et 1873 de créer un tribunal national en vertu des pouvoirs conférés au Parlement conforment audit article 101 de la Loi constitutionnelle de 1867. 
Néanmoins, il reste important de préciser que ces premières tentatives ont été rejetées pour des raisons de compétence, en particulier parce que les premières propositions auraient établi une Cour suprême fédérale exerçant à la fois une compétence de première instance (en première instance) et une compétence d'appel simultanée, potentiellement en conflit avec les tribunaux existants déjà administrés dans les provinces de l'Ontario et du Québec.
Bien qu'aucun tribunal en tant que tel n'ait été créé, la nomination d'arbitres officiels , dont les décisions furent bientôt susceptibles de faire l'objet d'un dernier recours devant un conseil d'arbitrage, fut prévue, jusqu'à un nouveau droit d'appel devant le nouveau tribunal de l'Échiquier. a été créé en 1897.

### La Cour de l'échiquier du Canada
En 1875, le gouvernement libéral du premier ministre Alexander Mackenzie adopta la loi sur la Cour suprême et la Cour de l'Échiquier  à l’époque présentée par le ministre de la Justice, Telesphore Fournier qui s'inspirait du projet de loi précédent de Macdonald, qui avait échoué en 1870. Cette loi créa à la fois la Cour suprême du Canada et la Cour de l'Échiquier.
La compétence de la Cour de l'Échiquier était prévue aux articles 58 et 59 de la loi:

« 58. La Cour de l'Échiquier aura et exercera sa juridiction sur le Dominion du Canada dans tous les cas dans lesquels il sera demandé de faire appliquer toute loi du Dominion du Canada relative au revenu, y compris les actions, poursuites et poursuites, en: d’information, d’appliquer des sanctions et des poursuites au moyen d’informations réelles, ainsi que dans des actions en justice pour des sanctions ou des confiscations, comme dans le cas d’une action au nom de la Couronne uniquement; et ladite Cour aura la compétence exclusive originale dans toutes les affaires dans lesquelles une demande sera formée ou une demande de réparation sollicitée à l'égard de toute question pouvant, en Angleterre, être intentée contre la Couronne par une action en justice ou une action en justice devant la Cour de l'Échiquier. , ou tout officier de la Couronne.

59.La Cour de l'Échiquier aura également compétence concurrente à l'origine avec les tribunaux de plusieurs provinces dans toutes les autres poursuites de droit civil en common law ou en équité dans lesquelles la Couronne, dans l'intérêt du Dominion du Canada, est demanderesse ou requérante  »

La Loi sur la Cour suprême et de l'Échiquier indiquait clairement que la Cour de l'Échiquier en Angleterre avait inspiré la Cour de l'Échiquier du Canada, tant sur le plan du nom que de la compétence, en se concentrant sur les questions de revenus . La même année cependant, l'Angleterre a aboli la Cour de l'Echiquier, en fusionnant sa juridiction avec la Haute Cour de justice .
Néanmoins, la compétence fournie à la Cour de l'Échiquier du Canada consistait initialement en :
- une compétence initiale concurrente pour toutes les affaires relatives à l'application des lois fiscales ;
- une compétence exclusive à l’origine sur toute demande ou réparation sollicitée de la même manière que la Cour d’Échiquier d’Angleterre en ce qui concerne les recettes ; et une compétence initiale concurrente dans toutes les affaires civiles où la Couronne agit en tant que demandeur ou requérant.

Par ailleurs, l’indépendance de la Cour de l’Echiquier n’a pas été immédiatement établie et les juges de la Cour suprême ont également siégé à la Cour de l'Échiquier au cours des premières années. Les deux cours ne sont séparées que jusqu'en 1887, date de la modification de la loi sur les cours suprêmes et les tribunaux de l'échiquier . 
George W. Burbidge, avocat du Nouveau-Brunswick, a été le premier juge à la Cour de l'Échiquier nommé en vertu de ce nouvel arrangement . Dans le même temps, la compétence de la Cour a été élargie pour inclure la compétence originale exclusive sur toutes les réclamations contre la Couronne. La Cour a ensuite été reconnu juridiction de l'amirauté en 1891 .

### La Cour fédérale du Canada
En 1971, la Cour fédérale du Canada a été créée, héritant d’une grande partie de la compétence de la Cour de l’Échiquier. La Cour fédérale du Canada a acquis une compétence pour entendre les demandes de révision judiciaires d'organismes et de tribunaux fédéraux. 
La Cour fédérale du Canada avait deux divisions, la Cour fédérale - Section de première instance et la Cour fédérale - Division d'appel. Le 2 juillet 2003, le tribunal a de nouveau été restructuré. La Cour a été divisée en deux tribunaux distincts. 
La Division de première instance a poursuivi ses activités en tant que Cour fédérale et la Section d'appel, sa Cour d'appel fédérale.
Jusqu'en 1976, les tribunaux , estimaient que le Parlement pouvait donner compétence à une cour fédérale (même non réglementée par une loi fédérale), pour le motif que « les lois du Canada » signifiait non seulement les lois fédérales, mais aussi les lois provinciales. Cependant, dans l'affaire Québec North Shore Paper Co. c. Canadien Pacifique , la Cour suprême du Canada a rejeté cette notion : 
- Le droit provincial n'est pas du droit fédéral pro tanto, il ne peut pas non plus être transposé en droit fédéral aux fins de la compétence de la Cour fédérale.
- La compétence judiciaire de la Cour fédérale n’est pas parallèle à la compétence législative du Parlement, car « les lois du Canada » impose l’existence d’une loi fédérale applicable et existante

## Organisation
La Cour se composait d'un tribunal de première instance, connu sous le nom de Cour fédérale du Canada - Section de première instance, et d'une cour d'appel, connue sous le nom de Cour fédérale du Canada - Division d'appel (plus communément appelée Cour d'appel fédérale).
La Section de première instance avait compétence pour examiner les décisions judiciaires des commissions et tribunaux fédéraux, y compris la plupart des questions d'immigration, ainsi que pour ce qui est de l'amirauté, de la propriété intellectuelle et des litiges impliquant le gouvernement fédéral.
La Section d'appel avait compétence pour entendre les appels des décisions de la Section de première instance, ainsi que pour statuer sur les demandes de contrôle judiciaire de décisions rendues par des commissions et des tribunaux spécifiques, énoncées à l'article 28 de la Loi sur la Cour fédérale. Les décisions de la division d'appel peuvent faire l'objet d'un appel devant la Cour suprême du Canada, mais uniquement si l'autorisation (la permission) est accordée par l'une ou l'autre des juridictions.
La cour n’ayant pas recours aux jurés, toutes les affaires étaient réglées par un juge : un juge unique à la Division de première instance et un collège de trois juges au niveau de l’appel. Certaines étapes préalables au procès, telles que les motions, ont été décidées par les protonotaires, rôle similaire à celui joué par un autre tribunal. Les juges et les protonotaires ont été nommés par le cabinet du gouvernement fédéral.

## Compétence

### Le président de la Cour de l'Échiquier du Canada
Le poste de président de la Cour n'a été créé qu'en 1923. Auparavant, les juges de la Cour suprême du Canada siégeaient à la Cour de l'Échiquier de 1875 à 1887, date à laquelle George Wheelock Burbidge était nommé premier juge à plein temps de la Cour. Il servit jusqu'en 1908, année de la nomination de Walter Gibson Pringle Cassels. En 1912, il fut autorisé à nommer un juge associé à la Cour, et Louis Arthur Audette fut nommé à ce poste. En 1945, il fut autorisé à nommer davantage de juges à la Cour. 
À partir de 1923, les présidents de la Cour étaient :
- Walter Gibson Pringle Cassels, 1920-1923 ;
- Alexandre Kenneth Macloan, 1923-1942 ;
- Joseph Thorarinn Thorson 1942-1964 ;
- Wilbur Roy Jackett, 1964-1971.

(par la suite juge en chef de la Cour du Canada)
Contrairement aux tribunaux de droit commun institués par chaque province, les affaires ne peuvent être portées devant la Cour fédérale du Canada sans l'autorisation expresse de l'instance. Le rôle du tribunal consistait principalement en des examens judiciaires des conflits d'immigration, de propriété intellectuelle et d'emploi fédéral. Le tribunal pouvait également traiter des aspects accessoires d'un litige qui ne relevait pas de sa compétence à la condition que le litige principal relevait de sa compétence. La cour étant une cour nationale, des procès et des audiences ont eu lieu partout au Canada. Toute ordonnance rendue par le tribunal était exécutoire dans toutes les provinces et tous les territoires. Cela contraste avec les cours supérieures provinciales qui sont organisées par chaque province et nécessitent des étapes supplémentaires pour appliquer les décisions dans d'autres provinces.

## Bureaux locaux

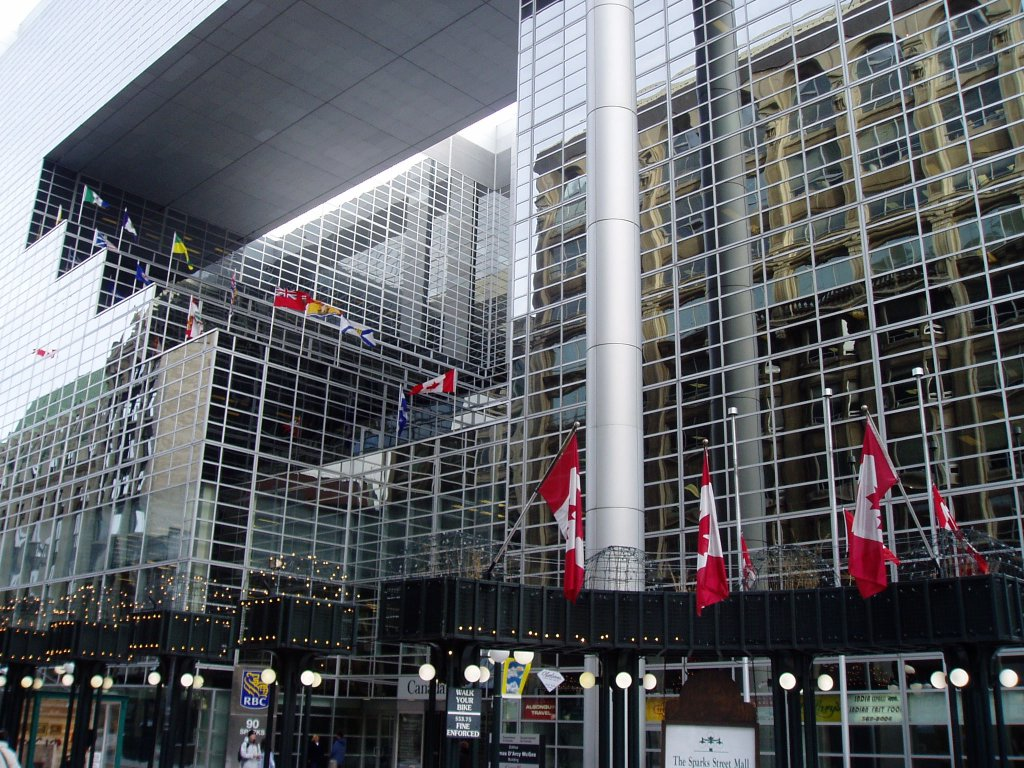
L'édifice Thomas D'Arcy McGee situé au 90 Sparks, à Ottawa, et qui abrite la Cour fédérale, la Cour d'appel fédérale, la Cour d'appel de la Cour martiale et leur entité administrative, le Service administratif des tribunaux judiciaires.

Les principaux bureaux de la Cour fédérale sont situés à Ottawa, bien qu'elle siège dans plusieurs autres villes canadiennes.

### Ottawa
- 90, rue Sparks (siège social)
- 200, rue Kent (Cour canadienne de l'impôt)

#### Bureaux régionaux
Région de l'Atlantique
- Montréal : 30, rue McGill
- Québec : 150, boulevard René-Lévesque est, suite 150
- Fredericton : 82, rue Westmorland, bureau 100
- Halifax : 1801, rue Hollis, 17e étage, bureau 1720
- Charlottetown : 42 Water Street
- Saint-Jean de Terre-Neuve : 354, rue Water, bureau 209
- Iqaluit : Édifice Justice (Édifice #510)

Région de l'Ontario
- Toronto : 180, rue Queen Ouest, bureau 200
- Hamilton : 50A, rue Jackson

Région de l'Ouest
- Vancouver : 701, rue West Georgia
- Calgary : 635 Eighth Avenue S.W., 3e étage
- Edmonton : 10060, avenue Jasper, tour 1, Suite 530
- Winnipeg : 363 Broadway
- Regina : 2425, avenue Victoria
- Saskatoon : 520, Spadina Crescent est
- Whitehorse : 2134, Second Avenue
- Yellowknife : 4905, 49th Street